# Rada Społeczno-Gospodarcza przy Sejmie PRL
Rada Społeczno-Gospodarcza przy Sejmie PRL – ciało doradcze i opiniodawcze Sejmu PRL powołane na mocy uchwały Sejmu PRL VIII kadencji 26 marca 1982 r., które istniało do zakończenia IX kadencji Sejmu PRL w 1989 w obliczu powołania Senatu PRL I kadencji.
Rada liczyła 150 członków (do 1985 – jedynie 120), powoływanych przez Sejm, na okres jego kadencji spośród przedstawicieli załóg przedsiębiorstw, pracowników PGR, członków rolniczych spółdzielni produkcyjnych, zrzeszeń rolników indywidualnych, organizacji spółdzielczych, rzemieślniczych, związków zawodowych oraz stowarzyszeń twórczych i naukowych. W efekcie członkami Rady zostały osoby reprezentujące bardzo różne środowiska – od działaczy katolickich, przez przedsiębiorców, naukowców i rolników po pracowników państwowych przedsiębiorstw. Żaden z członków Rady nie był jednocześnie posłem, z wyjątkiem jej przewodniczącego, powoływanego przez Sejm. Pracami Rady kierował przewodniczący, 4 wiceprzewodniczących oraz sekretarz.
Przewodniczący Rady:
- 1982–1984 prof. Jan Szczepański (bezp., poseł na Sejm PRL; socjolog, b. wiceprezes PAN)
- 1984–1985 prof. Zbigniew Gertych (PZPR, wicemarszałek Sejmu PRL, agrotechnik, ekonomista, członek PAN)
- 1985-1988 Mieczysław Rakowski (PZPR, wicemarszałek Sejmu PRL, b. wicepremier i redaktor naczelny „Polityki”)
- 1988-1989 prof. Tadeusz Porębski (PZPR, wicemarszałek Sejmu PRL, mechanik ciała stałego, b. rektor Politechniki Wrocławskiej)

Rada była ciałem opiniodawczym i doradczym Sejmu PRL. Swoje zadania realizowała poprzez uchwalenie przesyłanych następnie do Prezydium Sejmu opinii i wniosków, a także podejmowanie własnych inicjatyw oraz zwracanie się do Najwyższej Izby Kontroli i członków rządu o udzielenie informacji, wyjaśnień oraz przygotowanie niezbędnych materiałów do prac Rady. Problemy, którymi Rada miała się zająć były jej przedstawiane przez Sejm, Prezydium Sejmu oraz poszczególne komisje sejmowe.
Rada została powołana na fali przemian spowodowanych wydarzeniami roku 1980.
Pomysł powołania Rady-Społeczno Gospodarczej przy Sejmie PRL po II wojnie światowej instytucji Senatu. Ostatecznie koncepcję powołania organu konsultacyjnego przy Sejmie PRL przedstawiła w początku 1981 r. Komisja ds. Reformy Gospodarczej wraz z kilkoma wariantami jej realizacji w projekcie „Podstawowe Założenia Reformy Gospodarczej”. Koncepcja Rady Społeczno-Gospodarczej została zatwierdzona przez IX Nadzwyczajny Zjazd PZPR w 1981, natomiast VII plenum KC PZPR zobowiązało w tym samym roku Klub Poselski PZPR do wniesienia do laski marszałkowskiej projektu uchwały o powołaniu Rady Społeczno-Gospodarczej.
Utworzenie Rady jako ciała doradczego wiązało się z lansowanym przez ekipę generała Wojciecha Jaruzelskiego hasłem szeroko zakrojonych konsultacji społecznych i wzmocnieniu organów przedstawicielskich. Rada w swojej działalności krytykowała bardzo wiele inicjatyw rządowych, niemniej jednak zasadniczo popierała przeprowadzane w latach 80. reformy, szczególnie te o charakterze gospodarczym.
Rolą Rady było opiniowanie na wniosek Sejmu, Prezydium Sejmu oraz komisji sejmowych projektów ustaw oraz problemów stanowiących przedmiot prac Sejmu. Sejm nie miał obowiązku stosować się do zaleceń Rady (często Sejm uchwalał ustawy sprzeczne z opiniami Rady), ani nie musiał zasięgać jej opinii w kwestii każdego projektu ustawy (przykładem było niezasięgnięcie opinii Rady ws. kontrowersyjnej ustawy o związkach zawodowych z 8 października 1982 r.). Rada cieszyła się dość dużą samodzielnością i swobodą wydawanych opinii.
Rolą Rady nie była jednak fachowa, naukowa konsultacja projektów ustaw, bo taką rolę pełnił Zespół Doradców Naukowych przy Sejmie PRL, ale – jak określił to pierwszy przewodniczący Rady, Jan Szczepański – „ustalenie, jakie skutki dla rodziny, gospodarstwa domowego, miejsca pracy będą miały podejmowane ustawy”, a także „próba wytłumaczenia w prostym języku o co właściwie w danej ustawie chodzi”.
Podkreślano także rolę Rady w zwiększeniu roli społeczeństwa w procesie stanowienia prawa – J. Szczepański twierdził, że Rada „spowoduje przekazywanie bezpośredniej opinii wszystkich klas i warstw społecznych do pracy nad formułowaniem ustaw”, zaś poseł Marian Żołnierczyk z PZPR, który przedstawiał w Sejmie uzasadnienie projektu uchwały o powołaniu Rady, że Rada „jako wyraziciel bezpośrednich wytwórców pogłębi związki ludowego parlamentu z szerokimi rzeszami ludu pracującego”.